# Carrick (Kalifornija)
Carrick je naseljeno područje za statističke svrhe u američkoj saveznoj državi Kalifornija. Prema popisu stanovništva iz 2010. u njemu je živjelo 131 stanovnika.